# Eelco Smits
Pour les articles homonymes, voir Smits.
Eelco Smits, né le 31 mars 1977 à Tilbourg,,, est un acteur néerlandais. En 2023, il remporte le prix Louis d'Or.

## Filmographie

### Cinéma et téléfilms
- 2001 : Baantjer : Theo Dons
- 2007 : Kicks (nl) : Victor
- 2007 : Highland Gardens : Kevin
- 2009 : Amsterdam : Le serveur
- 2010 : Holland's Next Talkshow : Le docteur
- 2010 : Majesteit (nl) : Le prince Friso
- 2011 : Van God Los (nl) : Benno
- 2012 : Lijn 32 (nl) : Guus Bertels
- 2012-2014 : Bloedverwanten (nl) : Thomas Zwager
- 2013 : Moordvrouw : Maarten Pauw
- 2013 : De Nieuwe Wereld (nl) : Le fonctionnaire du gouvernement
- 2015 : Jeuk (nl) : Eelco
- 2015 : Vechtershart (nl) : Le cardiologue
- 2017 : De Begrafenis van de Verlegen Mens : L'homme avec le col roulé
- 2018 : Flikken Maastricht : Wim Govaerts
- 2018 : Klem (nl) : Marius, L'avocat
- 2022 : Pink Moon de Floor van der Meulen : Ivan